# جائحة فيروس كورونا في السفن السياحية 2020
وُجد أن الركاب وطاقم العمل الذين سافروا على متن العديد من السفن السياحية أثناء جائحة فيروس كورونا 2019-20، أُصيبوا بفيروس كورونا 2 الجديد المرتبط بالأزمة التنفسية الحادة الشديدة (سارس-كوف-2) الذي سبب الوباء. بالرغم من أن معظم السفن المعنية لم تشهد انتشارًا كبيرًا للمرض، على متن السفينة البريطانية المسجلة أميرة الألماس، انتشر الفيروس بصورة كبيرة بين الركاب وطاقم العمل. وُضعت السفينة في حجر صحي في فبراير 2020 لقرابة شهر وعلى متنها 3700 من الركاب وطاقم العمل؛ أصيب نحو 712 شخص بالعدوى في هذه الحادثة وتوفي 13 منهم.
قال فريق إدارة الأزمات للحكومة الفدرالية الألمانية في 4 مارس عام 2020، على إثر تفشي المرض في عدة سفن سياحية إما بصورة مؤكدة أو مشتبه فيها: «تضمن خطاب الوزارة الخارجية الفدرالية الخاص بنصائح السفر أن فرصة حدوث الحجر الصحي على السفن السياحية تتزايد». في 11 مارس 2020، علقت الفايكنج كروزز رحلاتها في أسطولها المكون من 79 سفينة حتى نهاية شهر إبريل، وألغت كل رحلاتها في المحيط والنهر، بعدما ظهر أن أحد الركاب في رحلة بكمبوديا تعرض للفيروس أثناء الانتقال عبر الطائرة وهو ما تسبب في وضع 28 راكب آخر في الحجر الصحي. بالمثل في 12 مارس علقت برينسيس كروزز المالكة للسفن التي أطاح بها الفيروس مثل سفينة أميرة الألماس وسفينة الأميرة الكبرى، عملياتها لجميع رحلاتها اللاحقة على متن الأسطول الذي يتكون من 18 سفينة لمدة 60 يومًا. أعلنت وزارة النقل الفدرالية الكندية في 13 مارس أن السفن التي تحمل أكثر من 500 فرد لا تستطيع أن ترسو في كندا حتى 1 يوليو 2020.

## الحوادث
| المالك/ المنظم                                    | الأماكن المسموح بالرسو عندها                      | تاريخ الرسو    | الناس | الطاقم | الركاب | السفينة                  |
| برينسيس كروزز (التابعة لكارنيفال كوربوريشن)       | ميناء يوكوهاما بيوكوهاما في اليابان               | 4 فبراير 2020  | 3711  | 1045   | 2666   | سفينة أميرة الألماس      |
| دريم كروزز (جزء من جنتغ هونغ كونغ)                | كاي تاك كروز ترمينال، في هونغ كونغ بالصين         | 5 فبراير 2020  | 3691  | 1820   | 1871   | وورلد دريم               |
| هولندا أمريكا (فرع من كارنيفال كوربوريشن)         | سيهانوكفيل في كمبوديا                             | 13 فبراير 2020 | 1528  | 747    | 781    | إم. إس.ويستردام          |
| ترافيل بوابة 1.                                   | الأقصر بمصر                                       | 7 مارس 2020    | 171   | 70     | 101    | سفينة نهر النيل السياحية |
| برنسيس كروزز (فرع من كارنيفال كوربوريشن)          | ميناء أوكلاند، في أوكلاند بكاليفورنيا             | 9 مارس 2020    | 3533  | 1111   | 2422   | سفينة الأميرة الكبرى     |
| سيلفرسي للرحلات البحرية (فرع من رويال كاريبيان)   | ميناء ريسيفي، ريسيفي بالبرازيل                    | 12 مارس 2020   | 609   | 291    | 318    | سلفر شادو                |
| سيلفرسي للرحلات البحرية (فرع من رويال كاريبيان)   | كاسترو (جزيرة شيلوي) ميناء كروز، بكاسترو في تشيلي | 14 مارس 2020   | 231   | 120    | 111    | سلفر إكسبلورر            |
| فريد بخطوط ألسين كروز                             | ميناء ماريل، بماريل في كوبا                       | 17 مارس 2020   | 1063  | 38     | 682    | إم. إس. برايمر           |
| خط كارنيفال كروز (فرع من كارنيفال كوربوريشن)      |                                                   |                | 1780  | 410    | 1370   | إم. إس. كوستا لومينوزا   |
| كوستا للرحلات البحرية (فرع من كارنيفال كوربوريشن) |                                                   |                | 3269  | 960    | 2309   | كوستا ماجيكا             |

## سفينة أميرة الألماس
أميرة الألماس هي سفينة سياحية مسجلة في بريطانيا تحت ملكية وإدارة برينسيس كروزز (تأسست في برمودا ولها مقر في سانتا كلاريتا بكاليفورنيا في الولايات المتحدة)، فرع من كارنيفال كوربرايشن &  بي إل سي.
تأكد أن فيروس كورونا المرتبط بالمتلازمة التنفسية الحادة الشديدة النوع 2 قد انتشر في سفينة أميرة الألماس أثناء رحلة إم 300، التي رحلت في 20 يناير 2020 من يوكوهاما (في خليج طوكيو بالقرب من طوكيو) لرحلة ذهاب وعودة. بمجرد ترجل الركاب من السفينة وذهابهم إلى الحجر الصحي، وُجد أن عدد الحالات المؤكدة على السفينة كان أكبر من عددها في معظم البلاد.
في 20 يناير 2020، صعد السفينة راكب يبلغ من العمر ثمانين عامًا في يوكوهاما ونزل منها في هونغ كونغ في 25 يناير. في 1 فبراير، بعد مغادرته السفينة بستة أيام، ذهب إلى مستشفى هونغ كونغ، حيث ظهرت نتائج تحليل فيروس سارس- كوف-2 إيجابية. كان من المقرر أن تغادر يوكوهاما لرحلتها البحرية القادمة في 4 فبراير، لكنها أعلنت عن تأجيل الموعد في نفس اليوم كي تسمح للسلطات اليابانية بفحص واختبار الركاب وطاقم العمل الذين ما زالوا على متن السفينة. في 4 فبراير، أعلنت السلطات عن نتائج إيجابية لتحليل سارس- كوف-2 لعشرة أشخاص على متن السفينة، وقررت إلغاء هذه الرحلة ووضع السفينة في الحجر الصحي.
وضعت وزارة الصحة والعمل والرعاية الاجتماعية اليابانية في الحجر الصحي ما مجموعه 3700 من الركاب وطاقم العمل لمدة كان من المتوقع أن تبلغ 14 يومًا خارج ميناء يوكوهاما. في 7 فبراير، تزايدت أعداد الحالات المؤكدة بإصابتها بالسارس- كوف-2 إلى 61. واكتُشفت 3 حالات أُخرى في 8 فبراير، ما يجعل العدد الكلي 64. في 9 فبراير، اكتُشفت 6 حالات وفي 10 فبراير اكتُشفت 65 حالة أخرى فأصبح العدد الكلي 135.
في 11 فبراير، أظهرت نتائج تحليل الفيروس 39 حالة إيجابية أخرى، من بينهم ضابط بالحجر الصحي، ما جعل العدد الكلي 174. يُذكر أن الحالات المؤكدة من الركاب أُخذت إلى الشاطئ كي تتلقى العلاج. في 13 فبراير، ظهرت نتائج تحليلات الفيروس إيجابية ل44 حالة أخرى وهو ما رفع العدد الكلي إلى 218. في 15 فبراير، أُبلغ عن إصابة 67 حالة أخرى بالعدوى، فأصبح العدد الكلي 285. في 16 فبراير، أُبلغ عن إصابة 70 آخرين، فأصبح العدد الكلي 355. وفي اليوم التالي 17 فبراير، أكدت وزارة الصحة والعمل والرعاية الاجتماعية عن وجود 99 حالة مؤكدة أخرى، رافعة العدد الكلي للمصابين إلى 454، من بينهم 33 من طاقم العمل. في 18 فبراير، ظهرت 88 حالة أخرى مؤكدة، وهكذا يكون العدد الكلي 542.
انتقد كينتارو إيواتا، خبير في الأمراض المعدية في جامعة كوبه، إدارة الموقف بشدة بعد زيارته للسفينة في مقطعين فيديو على اليوتيوب نُشرا يوم 18 فبراير وانتشرا على نطاق واسع. وأطلق على سفينة أميرة الألماس لقب «معمل تكاثر كوفيد-19». فقال أن المناطق المحتمل تلوثها بالفيروس لم تُفصل بأي طريقة عن المناطق الخالية من الفيروس، كانت هناك هفوات عديدة في إجراءات مكافحة العدوى، ولم يكن هناك متخصص مسؤول عن الوقاية من العدوى؛ كان البيروقراطيون مسؤولين عن كل شيء. أنكر المسؤولون اليابانيون هذه الاتهامات. بينما أثنت مراكز مكافحة الأمراض واتقائها بالولايات المتحدة على جهود وضع تدابير الحجر الصحي، وكان تقييمهم أنه ربما لم يكن كافيًا لمنع انتقال العدوى بين الناس على متن السفينة. قال أنثوني فوسي مدير المعهد القومي للحساسية والأمراض المعدية إن عملية الحجر الصحي قد فشلت. بعد ذلك بيوم، أوضح يوشيهيرو تاكاياما، أحد معارف إيواتا وهو طبيب يعمل على سفينة أميرة الألماس ما أسماه «أخطاء في وصف إيواتا للموقف» على منشور ذاع انتشاره على الفيسبوك. في اليوم التالي في 20 فبراير، أزال إيواتا فيديوهاته واعتذر لأولئك المذكورين فيها، لكنه ظل مصممًا على موقفه أن الوضع على السفينة كان فوضويًا.
قدّر تقرير أولي أصدره المعهد الوطني للأمراض المعدية باليابان بناءً على أول 184 حالة، أن معظم انتشار العدوى على السفينة قد حدث قبل الحجر الصحي. في البداية، افترض خط رحلات برينسيس كروزز أنه كان هناك خطر ضئيل وشرعت في تنفيذ أقل مستوًى من بروتوكولات الأوبئة فقط قبل الحجر الصحي. بحلول 27 فبراير، أظهرت نتائج تحليل الفيروس نتائج إيجابية لـ 150 عضوًا على الأقل من طاقم العمل. اعترف د. نوريو أوماغاري، المستشار الأعلى للحكومة ومدير مركز مكافحة الأمراض واتقائها باليابان، أن عملية الحجر الصحي ربما لم تكن كما ينبغي. وذكر أحد أفراد طاقم العمل أن العديد منهم كان يتسنى له أن يستمر في العمل والتفاعل مع الركاب حتى الذين يخضعون للحجر الصحي منهم. صرحت برينسيس كروزز أن وزارة الصحة في اليابان هي السلطة العليا المنوطة بتحديد بروتوكولات الحجر الصحي وتنفيذها، لكن صرحت وزارة الشئون الخارجية اليابانية أن هناك معايير من السلوكيات قد قُدمت لكن المسؤولية النهائية عن توفير بيئة آمنة تقع على عاتق مدير السفينة. وُجد أن عمال الخدمات الغذائية كانوا وسيلة انتشار الفيروس الرئيسية في البداية. لم تظهر أعراض على 46.5% من الركاب وطاقم العمل المصابين أثناء الاختبار.
بحلول الأول من مارس، ترجل كل الركاب وأفراد طاقم العمل من السفينة. في 8 مارس، ظهرت نتائج تحليل إيجابية لسارس-كوف-2 لأحد أعضاء طاقم العمل السابقين وهو رجل إندونيسي أثناء فترة الحجر الصحي الإلزامي في إندونيسيا.
| ملاحظات ومصادر                                                                                        | الحالات المؤكدة (تراكمية) | الحالات التي فُحصت (تراكمية) | التاريخ (بتوقيت اليابان) |
| رست في ميناء يوكوهاما                                                                                 |                           |                             | 3 فبراير                 |
| | 10                        | 31                          | 5 فبراير                 |
| حُسبت من التقارير                                                                                      | 20                        | 102                         | 6 فبراير                 |
| | 61                        | 273                         | 7 فبراير                 |
| | 64                        | 279                         | 8 فبراير                 |
| | 70                        | 336                         | 9 فبراير                 |
| | 135                       | 439                         | 10 فبراير                |
| حُسبت من التقارير                                                                                      | 174                       | 492                         | 12 فبراير                |
| | 218                       | 713                         | 13 فبراير                |
| منهم 73 حالة لا يظهر عليهم أعراض                                                                      | 285                       | 930                         | 15 فبراير                |
| منهم 111 حالة لا يظهر عليهم أعراض                                                                     | 355                       | 1219                        | 16 فبراير                |
| منهم 189 حالة لا يظهر عليهم أعراض                                                                     | 454                       | 1723                        | 17 فبراير                |
| منهم 254 حالة لا يظهر عليهم أعراض                                                                     | 542                       | 2404                        | 18 فبراير                |
| منهم 322 حالة لا يظهر عليهم أعراض                                                                     | 621                       | 3011                        | 19 فبراير                |
| منهم 328 حالة لا يظهر عليهم أعراض                                                                     | 634                       | 3063                        | 20 فبراير                |
| منهم 392 حالة لا يظهر عليهم أعراض                                                                     | 705                       | 4061                        | 26 فبراير                |
| منهم 410 حالة لا يظهر عليهم أعراض                                                                     | 696*2                     | 3618*1                      | 5 مارس                   |
| *1: العدد الحقيقي للأفراد الذين خضعوا للاختبار. *2: باستبعاد الحالات التي وُجدت بعد النزول من السفينة. |                           |                             |                          |

### الوفيات
تُوفي اثنان من الركاب في 20 فبراير ولحق بهم الثالث في 23 فبراير، كان جميعهم مواطنين يابانيين في الثمانينيات من عمرهم. وأُبلغ عن راكب رابع أنه قد وافته المنية في 25 فبراير. أما الوفاة الخامسة فقد كانت لبريطاني الجنسية في السبعينات من عمره توفي في 28 فبراير. وتوفي رجل أسترالي الجنسية في 1 مارس في أستراليا بعد إجلائه عن السفينة، وبذلك يكون السادس. ثم توفي رجل من هونغ كونغ من السفينة في 6 مارس، وبذلك يكون سابع رجل من السفينة يُتوفى بسبب فيروس كورونا.

## وورلد دريم

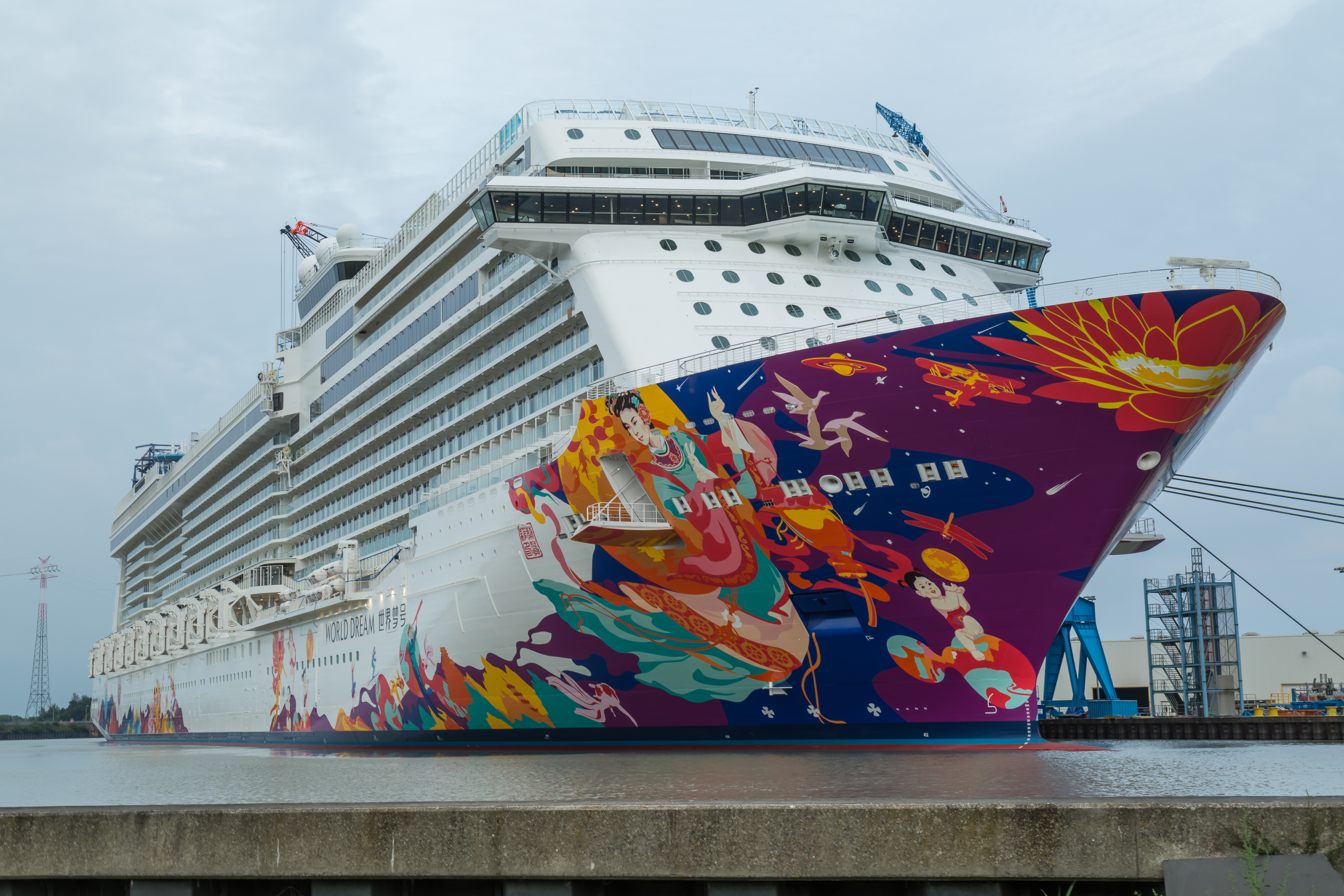
سفينة وورلد دريم

كانت سفينة وورلد دريم السياحية (المسجلة في باهاماس تحت إدارة دريم كروزز) في رحلة من ميناء نانشا، في غوانغزو، غوانغدونغ في الصين إلى نها ترانغ ودا ناغ في الفيتنام أثناء 19-24 يناير 2020 على متنها 6903 من بينهم 108 من هوبي، منهم 28 من ووهان.
في 24 يناير 2020، عادت السفينة إلى ميناء نانشا. أجرت جمارك الميناء فحصًا لدرجة الحرارة لكل الركاب وطاقم العمل النازلين، وأُخذ عينة من 31 شخص واختُبروا لوجود الفيروس، بما فيهم هؤلاء الذين أصابتهم الحمى أثناء الرحلة والذين كانوا على اتصال وثيق بحالات مؤكدة قبل ارتحالهم. كانت نتائج كل التحليلات سلبية بالرغم من أن بعضهم تأكد أنه مصاب فيما بعد.
بين 24 يناير 2020 و2 فبراير 2020، قامت السفينة بثلاث رحلات بحرية أخرى خارج غوانغزو أو هونغ كونغ، منها «رحلتان بلا وجهة» وواحدة إلى الفليبين بالرغم من أن الركاب لم يترجلوا من السفينة في مانيلا نتيجة احتجاجات سكانها المحليين بسبب خوفهم من الفيروس.

### الحالات المؤكدة
في 2 فبراير 2020، غادرت السفينة هونغ كونغ متجهة إلى تايوان على متنها نحو 3800. في نفس الليلة، أُبلغت شركة الرحلات أن هناك ثلاث حالات مؤكدة من ركاب السفينة السابقين. في اليوم التالي، أعلنت حكومة غوانغدونغ رسميًا أنه تأكد إصابة ثلاثة ركاب سابقين من رحلة فيتنام بفيروس كورونا الجديد بعد ترجلهم من السفينة. أُمر ركاب الرحلة السابقين بالاتصال بسلطة الصحة المحلية والحجر الصحي المراقب.
اعتبارًا من 11 فبراير 2020، ظهرت 12 حالة مؤكدة ذات صلة بالرحلة البحرية منهم واحد من طاقم العمل الأرضي الذي عمل مؤقتًا على السفينة وأربعة أقارب للركاب.

### الحجر الصحي والإجراءات الوقائية
بعد الإعلان الرسمي لحكومة غوانغدونغ عن الحالات المؤكدة بين الركاب السابقين، في 4 فبراير 2020، منعت تايوان وقوف السفينة في موانئ الاستراحة في كاوهسيونغ بسبب قلقهم من الفيروس. في 5 فبراير 2020، عادت وورلد دريم إلى هونغ كونغ ووُضع كل الثلاثة آلاف وثمانمائة شخص من الركاب وطاقم العمل في الحجر الصحي في محطة كاي تاك البحرية. رُفع الحجر الصحي في 9 فبراير 2020 بعدما أظهر تحليل وجود الفيروس نتيجة سلبية لكل أفراد طاقم العمل الذين يبلغ عددهم 1800. لم يُختبر معظم الركاب لأنهم لم يكونوا على اتصال بالركاب الصينيين المصابين الذين كانوا على السفينة من 19 إلى 24 يناير.

## إم. إس. ويستردام

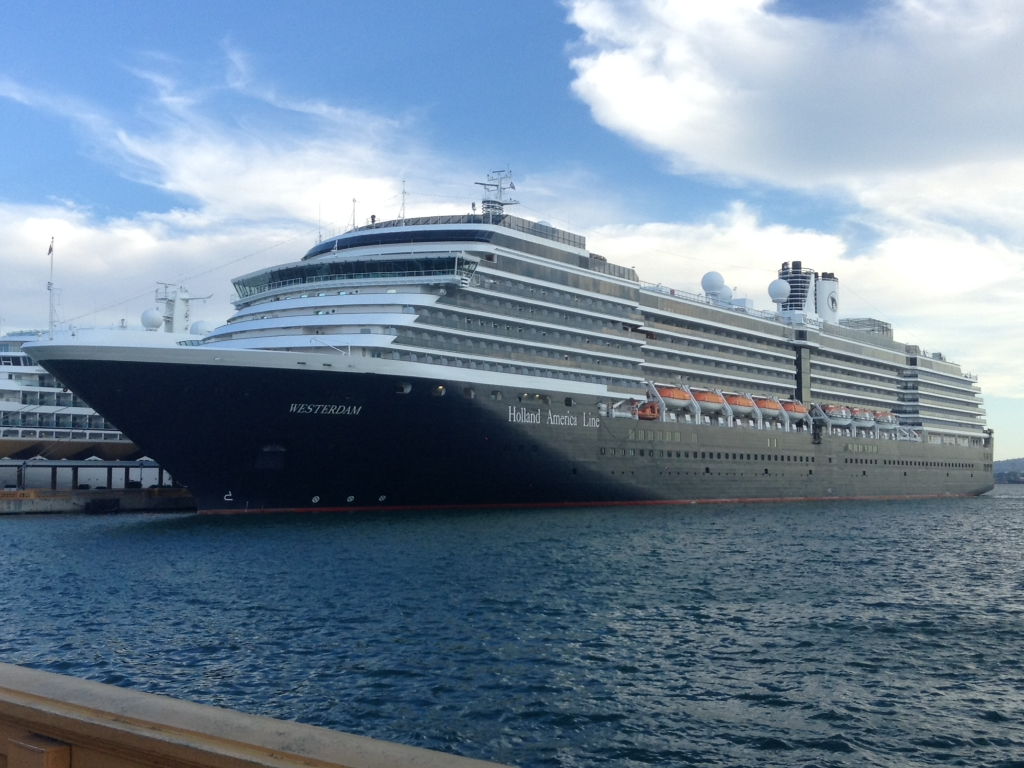
صورة لإم. إس. ويستردام في 24 نوفمبر 2015

في فبراير 2020، لم يُسمح لسفينة إم. إس. ويستردام التي غادرت بعد توقفها في هونغ كونغ في 1 فبراير أن تتوقف في الفلبين واليابان وغوام بسبب التخوف من انتقال عدوى فيروس الكورونا. حصلت السفينة على الموافقة في 10 فبراير حتى يترجل الركاب في تايلاند في البداية، لأن السفينة كانت متجهة إلى ميناء ليم شابانغ بالقرب من بانغكوك، لكن رُفض أن ترسو السفينة في اليوم التالي. مع ذلك، ظلت السفينة على مسارها متوجهة إلى بانغكوك وفي الساعة 10:30 صباحًا تقريبًا بتوقيت وسط أوروبا في يوم 11 فبراير، أبحرت ويستردام حول الطرف الجنوبي لفيتنام. وفقًا لفليب نيب، راكب هولندي كان على السفينة، قيست حرارة كل الركاب مرة ثانية. متحدثًا إلى مؤسسة البث الهولندية في 11 فبراير، قال نيب: «ديت شيب إز فيروسفري» أي «هذه السفينة خالية من الفيروس». على عكس سفينة أميرة الألماس، لم يكن الركاب الذين على متنها في حجر صحي. كان متاح للجميع أن يتحركوا بحرية، كانت المتاجر والمطاعم مفتوحة واستمر البرنامج الترفيهي كما هو.
بعدما رفضت عدة محطات توقف ويستردام فيها، سُمح للسفينة أن ترسو في سيهانوكفيل بكامبوديا يوم 13 فبراير. في تلك اللحظة، أُجري الاختبار على 20 راكب فقط الذين كانوا يشعرون أنهم مرضى، وجاءت نتائجهم جميعًا سلبية.
في 15 فبراير، أبلغت ماليزيا عن وجود حالة ظهرت نتائج تحليل وجود سارس-كوف-2 عندها إيجابية وهي مواطنة أمريكية تبلغ من العمر 83 عامًا نزلت من سفينة ويستردام وسافرت إلى ماليزيا في 14 فبراير. طلب الخط الهولندي الأمريكي والسلطات الكمبودية أن يُجرى على المرأة التحليل مرة أخرى وجاءت النتيجة إيجابية مرة أخرى. بالرغم من هذه النتائج، زار رئيس الوزراء الكمبودي هون سين السفينة، وشجع الركاب على التجول في المدينة وعدم ارتداء الكمامات، مما أثار المخاوف من أن يُضاف لشبكة العدوى خيط جديد. ونتيجة لهذا مُنع ركاب رحلة لاحقة قادمون من كومبوديا من دخول ماليزيا.
في يوم 22 فبراير، بعد العلاج بالأدوية المضادة للفيروسات التي كان متوقعًا أن تكون ذات تأثير على كوفيد-19، تحسنت الحالة الصحية للسيد وأصبحت نتائج تحليل سارس- كوف-2 سلبية. صرحت في البداية مراكز مكافحة الأمراض واتقائها في الولايات المتحدة أن السيدة لم تُصب أبدًا بسارس- كوف-2، لكنها سحبت هذا الادعاء موضحةً أن مراكز مكافحة العدوى «ليس لها اطلاع على إذا ما كان التحليل الأول للسيدة كان أي شيء آخر غير النتيجة الإيجابية». بسبب سياسات محتملة في الخلفية، ليس مؤكدًا إذا كانت هذه النتائج سلبية كاذبة، أو إذا كان جسم الراكبة قد خلي من الفيروس بعد 72 ساعة من العلاج المكثف.

## سفينة الأميرة الكبرى

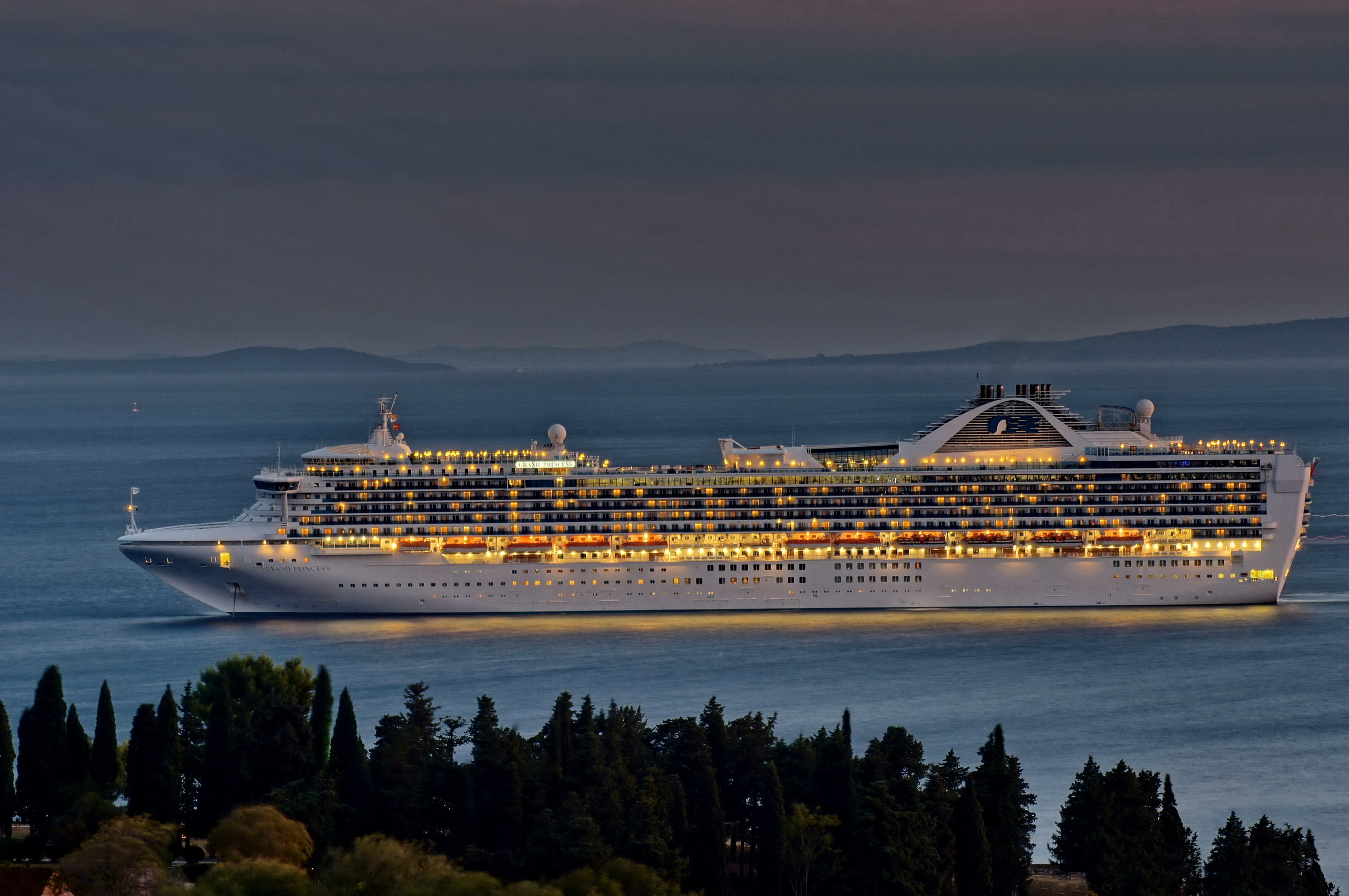
سفينة الأميرة الكبرى في سبليت بكرواتيا عام 2011

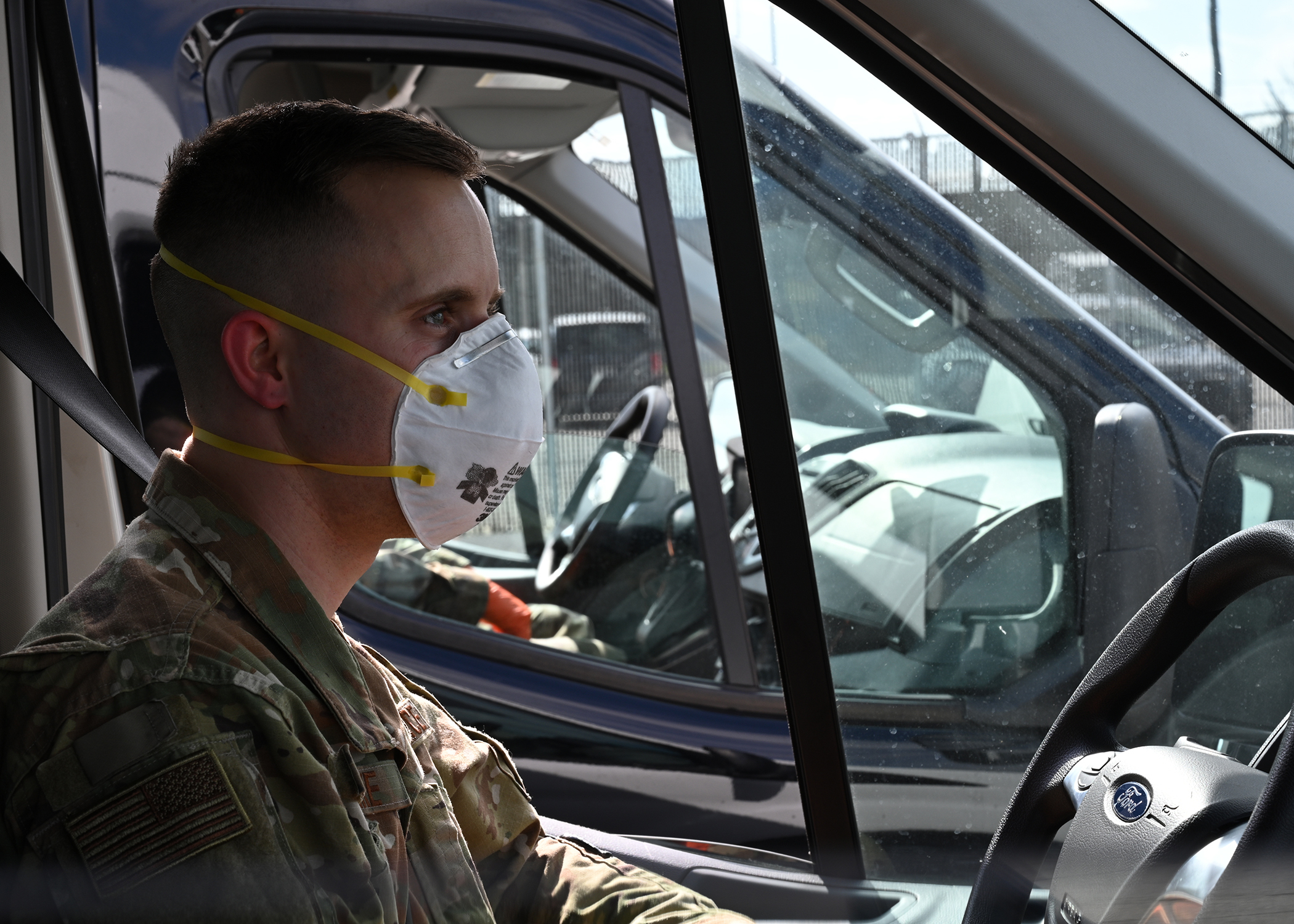
عضو الحرس الوطني بولاية ماريلاند قبل أن ينقل الركاب من سفينة الأميرة الكبرى.

أبلغ مسؤولو الصحة العامة من مقاطعة بلاسر بكاليفورنيا أن هناك مقيم كبير في السن كان يعاني من حالات صحية تُوفي في يوم 4 مارس 2020 وظهرت نتائج تحليل وجود سارس- كوف-2 له إيجابية بعد العودة من رحلة بحرية من سان فرانسيسكو متجهة إلى مكسيكو وعاد على سفينة الأميرة الكبرى بين 11 و21 فبراير. وكانت هذه أول حالة وفاة في كاليفورنيا تُعزى إلى الفيروس. واتضح أن مصدر هذه العدوى الجديدة هو نفس المصدر الذي أصاب حالة أخرى في مقاطعة سونوما الذي جاءت نتيجة تحليله إيجابية في يوم 2 مارس والذي كان على متن سفينة الأميرة الكبرى في نفس التواريخ.
ونتيجة لذلك، قررت برينسيس كروزز، التي تملك سفينة الأميرة الكبرى وتديرها، بالتعاون مع مراكز مكافحة العدوى واتقائها وحكومة كاليفورنيا ومسؤولي الصحة العامة في سان فرانسيسكو، منع توقف السفينة في ميناء الاستراحة في إنسينادا في المكسيك الذي كان من المقرر أن يحدث في 5 مارس وأمرت السفينة بالعودة إلى سان فرانسيسكو بسبب التخوف من احتمال تفشي المرض على متنها.
بعدما رست سفينة الأميرة الكبرى في سان فرانسيسكو في يوم 21 فبراير، صعد 62 راكبًا ممن كانوا في الرحلة البحرية السابقة إلى المكسيك مرة أخرى على متن السفينة وهي تبحر إلى هاواي، وتوقفت السفينة في كاواي وأواهو وماوي وهيلو (على الجزيرة الكبيرة) بين 26 و29 فبراير. وُضع في الحجر الصحي هؤلاء الركاب الذين أُجبروا على التعرض لنفس البيئة التي تعرض لها حالتا مقاطعتي بلاسر وسونوما أثناء الرحلة السابقة. وكان الحجر في غرفهم الخاصة على متن السفينة في يوم 4 مارس بأمر من مراكز مكافحة الأمراض. بالإضافة إلى ذلك، كان يظهر على أحد عشر راكبًا وعشرة أفراد من طاقم السفينة أعراض محتملة، وأمرت حكومة كاليفورنيا سفينة الأميرة الكبرى أن تظل بعيدة عن الشاطئ بينما حمل جناح الإنقاذ 129 التابع للحرس القومي بكاليفورنيا معدات التحليل  إلى السفينة بواسطة هليكوبتر.
في 5 مارس، أكدت برنسيس كروزز أنه كان هناك 3533 فرد على متن السفينة: 2422 راكب و1111 من طاقم العمل، يمثلون 54 جنسيةً في المجمل.
في السادس من مارس، أعلن نائب رئيس الولايات المتحدة مايك بينس أنه من ضمن 46 تحليل أُجري على عينة مختارة من الركاب وأفراد طاقم العمل على سفينة الأميرة الكبرى، أظهر التحليل نتائج إيجابية ل 19 فرد من طاقم العمل وراكبين وأظهر نتائج سلبية ل 24 آخرين ونتيجة أخرى واحدة غير حاسمة. أعلن بينس في بيان فريق عمل البيت الأبيض لفيروس كورونا أن السفينة ستُحضر إلى ميناء غير تجاري، وسيُجرى التحليل والحجر الصحي على كل مَن في السفينة عند الضرورة. في 6 مارس، قال الرئيس ترامب إنه رغم ما أخبره به الخبراء بشأن تحجيم انتشار كوفيد-19، فقد أراد من أولئك الموجودين على متن سفينة الأميرة الكبرى أن يبقوا بها حتى لا يُحسبوا من الحالات الأمريكية التي «سيتضاعف عددها بسبب سفينة واحدة لا تُحسب علينا» إذا لم يظلوا فيها.
في 7 مارس، أكدت برينسيس كروزز أن سفينة الأميرة الكبرى كانت ما تزال في عرض البحر بعيدة عن سان فرانسيسكو بنحو 50 ميلًا (80 كجم)، وكان من المُقرر أن ترسو في أوكلاند في التاسع من مارس، على أن يُنقل الركاب إلى المرافق الصحية أرضًا بينما يُوضع طاقم العمل في الحجر الصحي ويتلقون العلاج على متن السفينة. حمل حرس السواحل الأمريكي إلى السفينة المعدات بما فيها معدات الحماية الشخصية بالطيران، وأخلوا السفينة طبيًا من راكب شديد الاعتلال ورفيقه في السفر لتلقي العلاج دون أن يكون لهما صلة بكوفيد-19.
في 9 مارس، أُرسيت السفينة في ميناء أوكلاند وبدأ الركاب يترجلون منها. كان على 3000 منهم أن يوضعوا في الحجر الصحي: الركاب على الأرض والطاقم على السفينة. حتى الساعة 22:00، نزل من السفينة 407 فرد.
أكدت برنسيس كروزز في العاشر من مارس أن 1406 شخص ترجل من سفينة الأميرة الكبرى، فتصاعد العدد إلى 2042 في 12 مارس.

### الحالات المترجلة

#### 2مارس
- كاليفورنيا: أكد قسم الصحة بمقاطعة سونوما وجود حالة مرجحة وهي لراكب سابق على سفينة الأميرة الكبرى في رحلتها من سان فرانسيسكو إلى المكسيك.[101]

#### 3 مارس
- كاليفورنيا: أكد مسؤولو مقاطعة بلاسر أن هناك حالة مرجحة وهو راكب سابق لسفينة الأميرة الكبرى وأيضًا على رحلة بحرية من سان فرانسيسكو متجهة إلى المكسيك. أعلن المسؤولون في اليوم التالي أن الراكب قد توفي.[102][103]

#### 4 مارس
- كندا:
  - ألبرتا: أبلغت ألبرتا عن أول حالة مرجحة لها، امرأة في الخمسينات من عمرها عاشت في منطقة كالغاري وكانت على متن سفينة الأميرة الكبرى وعادت إلى ألبرتا في 21 فبراير.[104]
- الولايات المتحدة:
  - كاليفورنيا:
    - مقاطعة بلاسر: أبلغ المسؤولون عن ثلاث حالات موجبة مرجحة إضافية، سافر ثلاثتهم على نفس الرحلة البحرية في نفس التاريخ.[105]
    - مقاطعة سونوما: أعلن مسؤولو الصحة عن حالة موجبة مرجحة أخرى وهي مسافر في نفس الرحلة البحرية بين 11 و21 فبراير.[106]
    - سانيفال: أبلغ موظفو قسم الأمن العام أنهم أجروا إنعاش قلبي رئوي على مريض فاقد الوعي عمره 72 عامًا وكان قد توقف عن التنفس لكنهم عجزوا بشدة عن إعادته للحياة. بعد وفاة الرجل، أبلغ أحد أفراد عائلته المسؤولين أن الضحية كان راكبًا على سفينة الأميرة الكبرى مع شخصين آخرين يُشتبه في إصابتهما حاليًا.[107]

  - نيفادا: أعلن قسم الصحة التابع لمقاطعة واشو عن وجود حالة مرجحة إيجابية ذات صلة بسفينة الأميرة الكبرى وهو رجل في الخمسينات من عمره. عزل نفسه في المنزل. وأُغلقت مدرسة ابتدائية في رينو لأن أحد أفراد عائلة هذا الرجل كان طالبًا فيها.[108]

#### 6 مارس
- كندا:
  - أونتاريو: أكد مسؤولو الصحة عن حالتين مؤكدتين جديدتين، رجل وزوجته في الستينات من عمرهما، كانا على متن سفينة الأميرة الكبرى من 11 إلى 21 فبراير وعادا إلى كندا في 28 فبراير.[109]
- الولايات المتحدة:
  - كاليفورنيا:
    - مقاطعة ألاميدا: أكد المسؤولون وجود حالة جاءت نتيجة تحليلها إيجابية وهي لراكب سابق على سفينة الأميرة الكبرى كان مريضًا مسنًا ذا مشاكل صحية.[110] وكان على متن السفينة أثناء رحلة المكسيك من 11 إلى 21 فبراير2020. حُجز المريض في المستشفى ووُضع أفراد عائلته في الحجر الصحي.
    - مقاطعة مارين: أعلن قسم الصحة أن اثنين من المقيمين في مقاطعة مارين كانا في هذه الرحلة وظهر عليهما أعراض أُجري عليهما التحليل لكن المحافظ غافين نيوسوم أعطى أولوية كبيرة إلى اختبار الركاب الموجودين حاليًا على سفينة الأميرة الكبرى وأُجريت كل التحاليل في نفس المختبر.[111][112]

  - هاواي: أعلن المحافظ دايفد إيج أول حالة في الولاية، رجل مقيم في أواهو كان مسافرًا على سفينة الأميرة الكبرى. بالرغم من توقف السفينة في هاواي في آخر فبراير، ترجل الرجل منها في المكسيك في فبراير (قبل عودتها إلى سان فرانسيسكو في 21 فبراير) وعاد بالطائرة إلى هونولولو من المكسيك.[112][113][114]
  - إلينوي: أعلن قسم الصحة العامة في إلينوي وشيكاغو أنه ظهرت نتيجة تحليل إيجابية مرجحة لراكبة سابقة على سفينة الأميرة الكبرى. كانت سيدة في الخمسينات سافرت في نفس الرحلة  المتجهة إلى المكسيك ونزلت منها في سان فرانسيسكو في 21 فبراير. حُجزت في المستشفى وعُزلت في ظروف مناسبة. وهي مساعد تعليم خاص في نظام المدارس العامة في شيكاغو، فكان على المدرسة التي عملت فيها أن تُغلق في الأسبوع التالي وطُلب من كل العاملين بها الذين كانوا معرضين للخطر أن يظلوا في العزل الذاتي لمدة 14 يومًا.[115]
  - يوتا: أكد قسم الصحة أول حالة (مرجحة) في يوتا وكانت راكبًا سابقًا لسفينة الأميرة الكبرى ويعيش في مقاطعة دايفس.[116]

#### 7 مارس
- كندا:
  - كولومبيا البريطانية: أعلن مسؤولو الصحة عن حالتين كانا راكبين لسفينة الأميرة الكبرى. كلاهما في الستينات من العمر ركبا السفينة ذهابًا إلى المكسيك وعادا إلى كاليفورنيا.[117]
- الولايات المتحدة:
  - كاليفورنيا:
    - مقاطعة فريسنو: أكد المسؤولون أن أحدًا كان راكبًا على سفينة الأميرة الكبرى ظهرت نتائج اختباره إيجابية.[118] كان على متن السفينة أثناء رحلتها إلى المكسيك من 11 إلى 21 فبراير 2020. ويذكر أن عائلة المريض تخضع للمراقبة الذاتية.

## سفينة نهر النيل السياحية
اكتشفت سائحة تايوانية أمريكية كان مسافرة على سفينة سياحية نيلية تُسمى بإم إس ريفير أنوكيت أو أسارا، أنها مصابة بسارس- كوف- 2 بعدما عادت إلى تايوان. أعلمت منظمات الصحة العالمية السلطات المصرية بالأمر، واختُبر وجود سارس- كوف-2 في طاقم العمل  و150 راكب على متن السفينة السياحية. في 7 مارس 2020، أعلنت السلطات الخاصة بالصحة أن نتائج الاختبار أتت إيجابية ل 45 شخص على متن السفينة رغم أنهم لم يظهر عليهم الأعراض وأن السفينة وُضعت في حجر صحي عند رصيف ميناء بالأقصر.

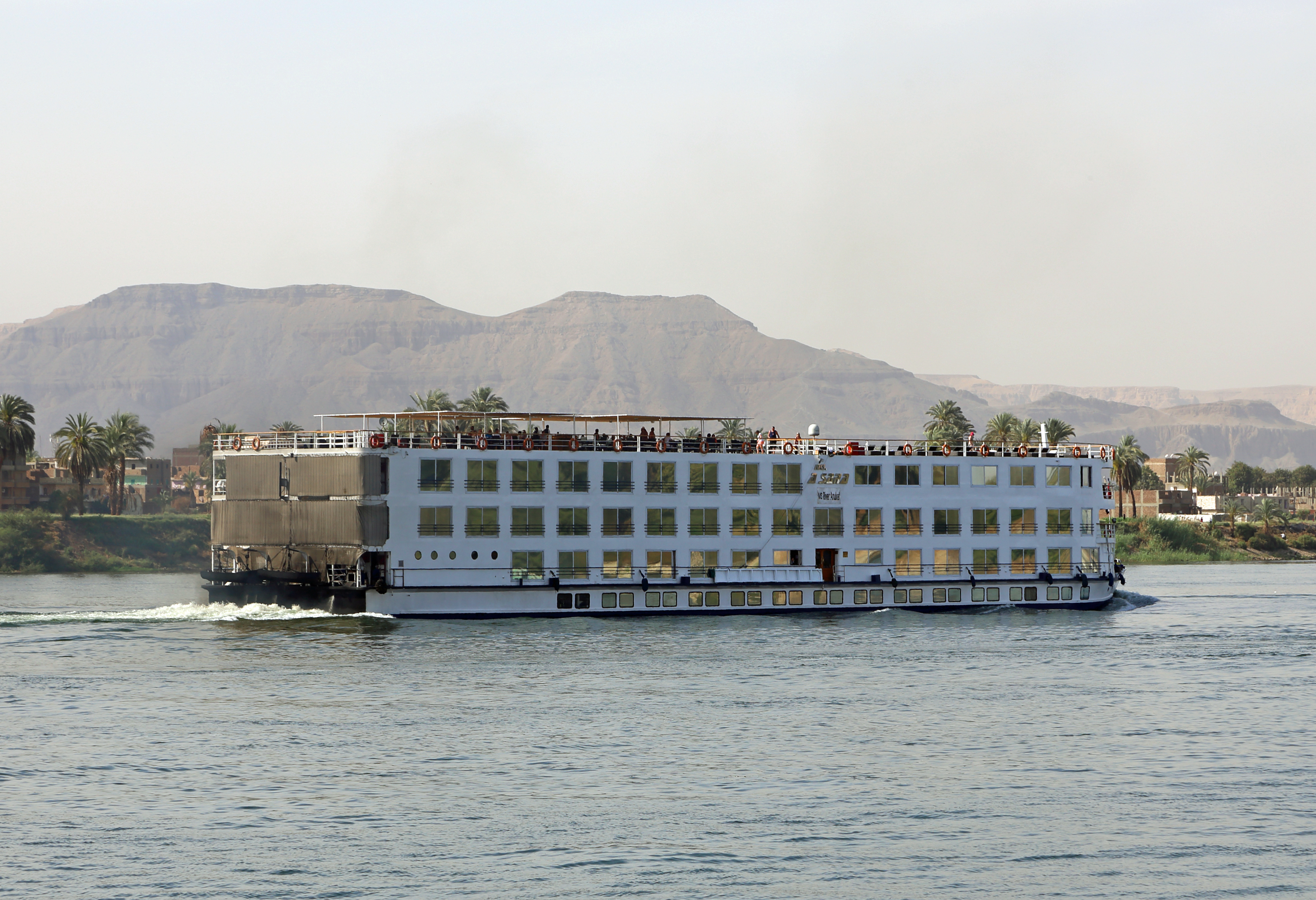
صورة لإم إس ريفر أنوكيت في مارس 2018

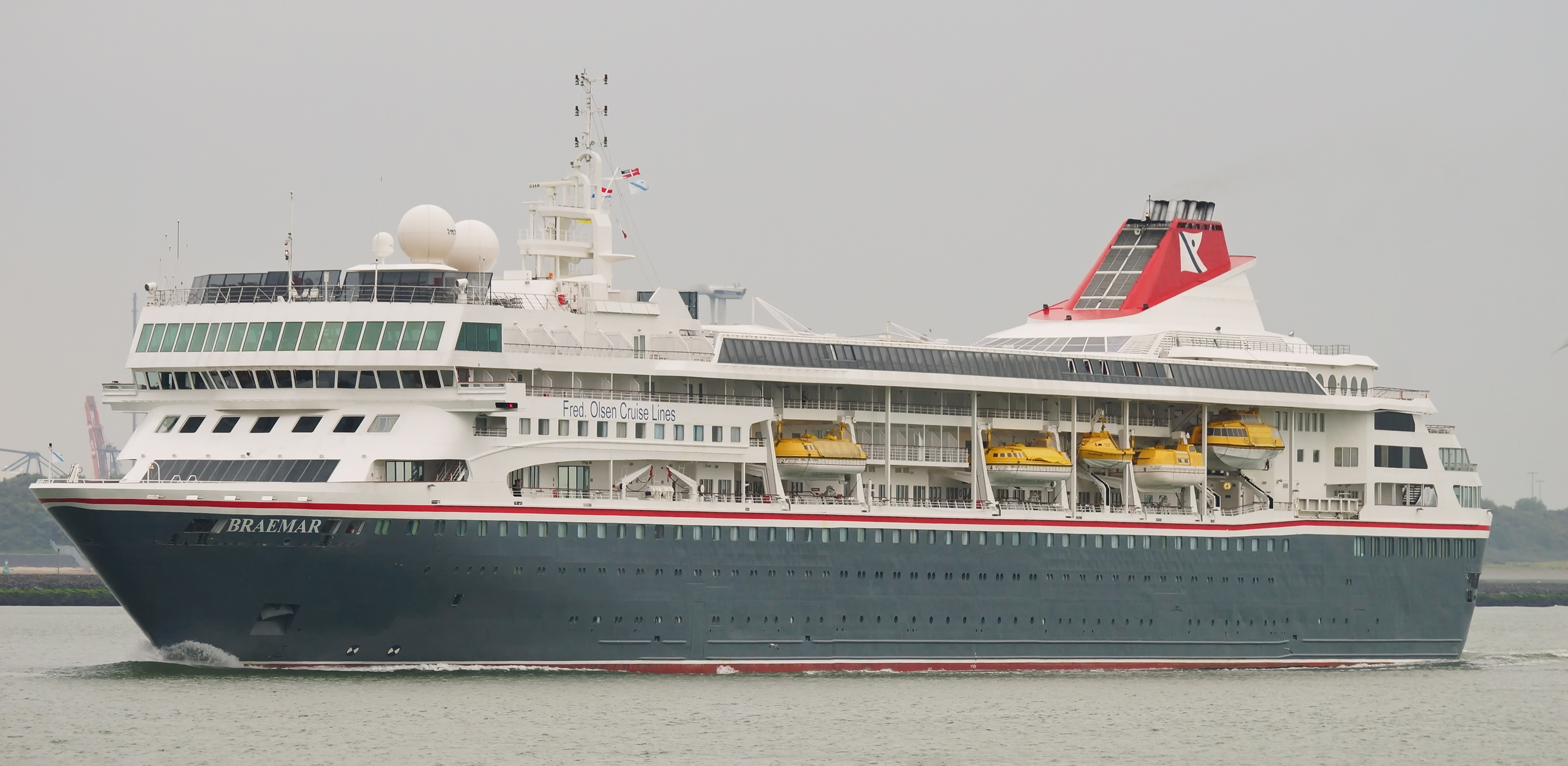
إم إس برايمار في نيوا فاترفيخ

في يوم 13 مارس 2020، ظهرت نتائج اختبار فيروس كوفيد- 19 إيجابية لخمسة ركاب على متن سفينة إم إس برايمار، ونتيجةً لذلك، مُنعت السفينة من دخول باهاماس مكان وصولها. اكتُشف المرضى المصابون بالعدوى بعدما ظهرت نتائج اختبار وجود الفيروس إيجابية في راكب سابق كان في الرحلة في المقاطعة الكندية ألبرتا. ترجل الراكب المصاب من السفينة في كنغستون، جامايكا لكن يظل مجهولًا أين أُصيبت الحالات بالمرض.
رفض سينت مارتن طلب الرحلة في السماح للركاب بالذهاب عبر الطائرة.
في النهاية سمحت كوبا برسو السفينة عندها ورحّلت كل الركاب إلى المملكة المتحدة.

## سفن أخرى ذات حالات مؤكدة على متنها

### كوستا ماجيكا
في 12 مارس، أُبلغ عن راكبين على متن سفينة كوستا ماجيكا أنهما كانا إيجابيين في اختبار كوفيد-19 أثناء تواجدهم في الحجر الصحي في مارتينيك. مُنعت السفينة التي تحمل 3000 فرد عليها من الدخول في عدة موانئ بحرية منها موانئ غريندا وتوباغو وباربادوس وسانت لوسيا لأن أكثر من 300 فرد على متنها ذو جنسية إيطالية.

### كوستا لومينوزا
في 8 مارس، وُضعت امرأة إيطالية في الحجر الصحي في مقاطعة بيرتو ريكو الأمريكية بينما أثناء إجراء اختبار الفيروس لها. وقد ذهبت إلى هناك عبر كوستا لومينوزا، سفينة سياحية غادرت من فورت لودرديل بفلوريدا بالولايات المتحدة. في 13 مارس جاءت نتيجة اختبار وجود الفيروس إيجابية لها ولزوجها ولشخص آخر.
في 21 مارس، ذكرت الأخبار المحلية أن السيدة قد توفيت.

### سلفر شادو
مُنع ركاب سفينة سلفر شادو التابعة لسلفرسي كروزز من الترجل في ميناء ريسيفي في البرازيل وكان يبلغ عددهم 608 فرد من الركاب وطاقم العمل، وذلك لأن رجلًا كنديًا يبلغ من العمر 78 عامًا اشتبه بإصابته بالفيروس. أُخلي راكبان طبيًا فيما بعد، وكانت نتيجة الاختبار إيجابية لأحدهما.

### سلفر إكسبلورر
رست سلفر إكسبلورر في كاسترو بتشيلي وكان على متنها 111 راكبًا و120 فرد من طاقم العمل، بعدما مرض رجل يبلغ من العمر 83 عامًا وكانت نتيجة اختبار الفيروس إيجابية له.

### روبي برينسيس
في 20 مارس، أُعلن أن ثلاثة ركاب وفرد من طاقم العمل من سفينة روبي برينسيس إيجابيين في اختبار وجود الفيروس. رست السفينة في ميناء سيدني، وترجل منها الركاب قبل أن تظهر نتائج تحاليلهم إيجابية. عادت السفينة إلى سيدني حاملةً عليها 1100 عضوًا من طاقم العمل و2700 راكب، وأُجري اختبار الفيروس على 13 شخص مريض. جاءت نتيجة الاختبار إيجابية ل48 راكب اعتبارًا من 23 مارس.
في 24 مارس، تُوفي شخص كان راكبًا على متن سفينة روبي برينسيس أثناء رحلة بحرية من 8 إلى 19 مارس بعد التشخيص بفيروس كورونا.

## سفن بلا حالات مؤكدة على متنها

### حالات مشتبه فيها
- أيداميرا: عُزل ستة من ركاب السفينة بعدما حُملوا على الطائرة مع ملاح أصبحت نتيجة تحليله وجود الفيروس به إيجابية. هناك الآن ما يزيد على 1700 محبوسون على السفينة السياحية التي رست في كيب تاون بجنوب أفريقيا.[130]
- غولدن برينسيس: حُجز ثلاثة ركاب على الأقل في الحجر الصحي مع طبيب السفينة وفقًا لمسؤولي الصحة المحليين. إنها في طريقها إلى ملبورن.[131]
- ماهاباهو: وُضع العديد من الركاب وطاقم العمل في الحجر الصحي بعدما سافر راكب أمريكي على متنها في نهر براهمابوترا في أسام بالهند، وكانت نتائج اختبار الفيروس به إيجابية في بوتان.[132]
- إم إس سي ماغنيفيكا: أكثر من 250 حالة مشتبه فيهم على متنها. اعتبارًا من 23 مارس 2020، تتجه السفينة نحو فريمانتل بأستراليا كي تقل المرضى إلى المستشفيات كي تُعزل. فيوقت لاحق من هذا اليوم، مُنعت السفينة السياحية من الدخول إلى أستراليا.[133][134]
- زاندام: رحلت سفينة هولندا أمريكا السياحية عن  ساحل شيلي بعدما مُنعت من الدخول إلى الموانئ منذ 14 مارس. من بين 1829 فرد (1243 راكب، و586 عضو من طاقم العمل) على متنها، 13 راكب و29 عضو من أفراد طاقم العمل سقطوا في شباك المرض ب«أعراض شبيهة بالبرد».[135]

### لا توجد حالات مشتبه فيها حاليًا
- أيدورا: حُجزت السفينة السياحية الألمانية أيدورا التي على متنها 1200 شخص في 3 مارس 2020 في ميناء هاوغسوند في نورواي، في حين اختُبر وجود الفيروس في راكبين ألمانيين لا تظهر عليهما أعراض لأنهما كانا على اتصال بشخص عانى من كوفيد-19 بعد ذلك؛ وجاءت نتيجة الاختبار سلبية.[136]
- كارنيفال بانوراما: في 7 مارس 2020، أوقفت مراكز مكافحة الأمراض واتقائها ركاب ينزلون من سفينة كارنيفال بانوراما السياحية التي رست في محطة لونغ بيتش البحرية في كاليفورنيا عندما أُبلغ عن راكبة مريضة. نُقلت الراكبة  المريضة إلى المستشفى كي تُفحص، وظل كل الركاب على متن السفينة منتظرين نتائج الاختبار، وظهرت في المساء نتائج الاختبار وكانت سلبية، وتقرر أن يستكمل الركاب هبوطهم من السفينة في الصباح التالي. كانت سفينة كارنيفال بانوراما عائدة من رحلة إلى المكسيك مع توقفها في كابو سان لوكاس، وفي مازاتلان، وبويرتو فالارتا، وكانت هذه الأماكن هي نفس محطات توقف سفينة الأميرة الكبرى في الشهر الماضي.[137][138]
- كوستا فورتنا: حاولت سفينة كوستا فورتنا السياحية الإيطالية أن ترسو في بوكيت، تايلاند، في 6 مارس 2020 لكن المسؤولين رفضوا ذلك لأنها كانت تحمل راكبًا رحل عن إيطاليا في غضون الأسبوعين الماضيين. في 7 مارس، حاولت السفينة أن ترسو في بنانغ الواقعة في شمال ماليزيا لكن الطلب قوبل بالرفض بمقتضى حظر شامل على السفن السياحية.[139][140]
- كوستا سيرينا: في24 يناير، اشتُبه في خمس عشرة حالة على متن سفينة كوستا سيرينا أن يكونوا مصابين بسارس-كوف-2. وصلت السفينة إلى المكان المقصود في تيانجين بالصين في 25 يناير. أُعلنت حالة الطوارئ لأن السفينة تحمل 17 حالة مشتبه فيهم و146 راكب (من ضمن 3706) من مقاطعة خوبي حيث نشأ المرض. أُوقفت السفينة لمدة 19 ساعة قبل أن يتسنى للركاب أن يترجلوا من السفينة؛ لم توجد حالات مؤكدة بها.[141]
- كوستا إزميرالدا: في يناير، وضعت سفينة كوستا إزميرالدا وما تحمله من 6000 راكب في الحجر الصحي في ميناء تشيفيتافيكيا في روما بإيطاليا بعدما اشتُبه في حالتين. صرح متحدث كوستا كروزز أن امرأة تبلغ من العمر 54 عامًا على متن السفينة كانت تعاني من الحمى ففُحصت هي وزوجها ووجد أنهما لم يصابا بالعدوى وسُمح للركاب أن يذهبوا إلى الشاطئ في اليوم التالي.[142]
- غراندير أوف ذا سيز: في 12 مارس 2020، مُنعت سفينة غراندير أوف ذا سيز من أن ترسو في أوستن «بيب» محطة مونسانتو البحرية في جزر العذراء الأمريكية لأن أحد أفراد الطاقم كان قد سافر إلى اليابان خلال الأسبوعين الماضيين بالرغم من خلو السفينة من أي حالات مؤكدة لفيروس كورونا. مع ذلك سُمح للسفينة في النهاية أن تعود كي تنقل راكبًا مصابًا بجرح شديد إلى المستشفى كي يُعالج.[143]
- ماسدام: مُنع 842 ضيفًا و542 من طاقم السفينة من خط هولندا أمريكا ماسدام من الترجل في هونولولو في 19 مارس 2020.[144]
- إم إس مونارك: في 14 مارس، رحّلت بنما 1504 سائح كولومبي إلى بلدهم من سفينة مونارك السياحية. منذ إغلاق ميناء كارتاجينا بكولومبيا، واضطر الناس إلى السفر من كولون ببنما. كان نحو 300 فرد ما يزالون ينتظرون شراء التذاكر.[145]
- إم إس سي ميرافيغليا: في 26 فبراير، منحت السلطات المكسيكية الإذن لـ إم إس سي ميرافيغليا المسجلة في مالطا كي ترسو في كوزوميل بكينتانا رو لأنها كانت تحمل راكبًا افتُرض أنه مصاب بفيروس كورونا. مُنعت السفينة من قبل من دخول الموانئ في جامايكا وجزر كايمان. ووُجدت حالتان مصابتان بالإنفلونزا الموسمية المعتادة.[146]
- نرويغيان جويل: تُركت السفينة السياحية في وسط المحيط الهادي بعدما مُنعت من دخول بابيتي في بولينيزيا الفرنسية ولاوتوكا في فيجي مخافة الإصابة الممكنة بالعدوى. في 19 مارس، مُنع 1700 راكب من النزول بهونولولو.[147]
- باسيفيك برينسيس: بالرغم من عدم وجود حالات مؤكدة على متنها، مُنعت السفينة من الرسوّ في عدة أماكن منها بالي وسنغافورة وبوكيت وتايلاند وسريلانكا. والسفينة حاليًا في طريقها إلى فريمانتل، أستراليا وهي لا تعلم ما سيحدث في المستقبل.[148]
- ريغال برينسيس: في 7 مارس، فُحص اثنان من طاقم سفينة ريغال برينسيس وتأخر رسو السفينة في ميناء إيفرغليدز في فورت لودردال بولاية فلوريدا في الولايات المتحدة لمدة يوم تقريبًا حتى تظهر نتائج الاختبار. كانت النتيجة سلبية ولم يعاني طاقم السفينة مشاكل تنفسية، لذا سُمح للسفينة بالرسو.[145]
- رويال برينسيس: لأن أحد أفراد طاقم سفينة الأميرة الكبرى كان قد انتقل إلى سفينة رويال برينسيس منذ 15 يومًا، أصدرت مراكز مكافحة الأمراض «أمرًا بعد الإبحار» إلى سفينة رويال برينسيس في 8 مارس 2020، ما دفع برينسيس كروزز لإلغاء الرحلة البحرية ذات السبعة أيام إلى المكسيك قبل أن تغادر لوس أنجلوس.[149]
- صن برينسيس: لم يُسمح لسفينة صن برينسيس التابعة إلى برينسيس كروزز بأن ترسو في ميناء في مدغشقر في 13 فبراير 2020، لأنها زارت تايلاند منذ ما يقل عن 14 يومًا. رست السفينة في جزيرة ريونيون الفرنسية في 1 مارس، لكن حشدًا من 30 فردًا استقبلوا الركاب مصرّين على فحصهم وحاولوا منعهم من مغادرة منطقة الميناء. أُلقيت بعض الأشياء على الركاب وأطلقت الشرطة الغاز المسيل للدموع. صرحت برينسيس كروزز أنه لا دليل على وجود سارس-كوف-2 على السفينة.[103]